# Galiax
Galiax település Franciaországban, Gers megyében. Lakosainak száma 184 fő (2022. január 1.). Galiax Goux, Jû-Belloc, Plaisance, Préchac-sur-Adour és Tasque községekkel határos.

## Népesség
A település népességének változása:
| Lakosok száma | 116  | 178  | 186  | 179  | 166  | 158  | 161  | 174  | 177  | 184  |
|               | 1968 | 1982 | 1990 | 2006 | 2013 | 2015 | 2017 | 2019 | 2020 | 2022 |